# Développé épaules
Le développé épaules est un mouvement de musculation de base qui fait travailler les épaules, plus précisément les faisceaux antérieur et moyen du deltoïde, et indirectement les triceps (arrière du bras), les trapèzes, le haut de la poitrine et le dentelé antérieur.
L'exercice se fait à la machine ou aux haltères (une barre tend à restreindre la liberté de mouvement et ne cible pas les mêmes parties de l'épaule - ce mouvement est classé développé militaire). Ordinairement assis, le pratiquant démarre les mains au niveau des épaules, les lève en étendant les bras à une position au-dessus de la tête, avant de descendre sans rebondir au point bas du cycle.